# Nasi goreng

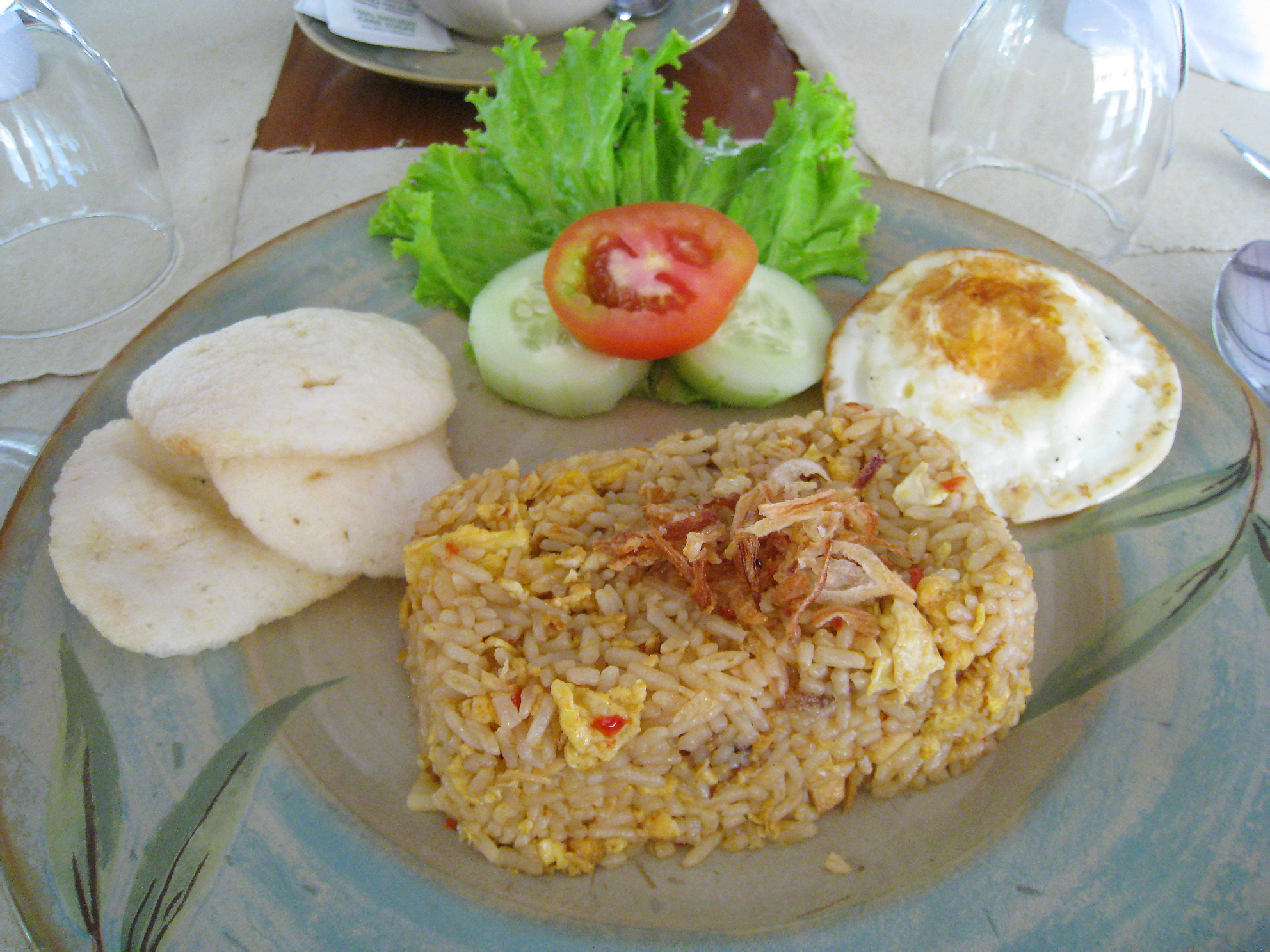
Nasi goreng

Nasi goreng (malajski/indonez. dosł. „smażony ryż”) – tradycyjne danie kuchni malajskiej i indonezyjskiej, w swojej najprostszej postaci składające się z uprzednio ugotowanego i pozostawionego do wystudzenia ryżu, usmażonego z dodatkiem cebuli i przypraw.

## Historia
Potrawa pochodzi z kuchni chińskiej, gdzie nosi nazwę 炒飯 (pinyin: chăofàn, również w znaczeniu „smażony ryż”). Prawdopodobnie przybyła na Półwysep Malajski wraz z imigrantami chińskimi i uległa pewnej modyfikacji pod wpływem miejscowych upodobań kulinarnych.

## Nasi goreng jako narodowe danie indonezyjskie
W wersji indonezyjskiej podstawowymi składnikami są: ryż, kecap manis (słodki sos sojowy), oraz liczne inne dodatki, jak pokrojony omlet, warzywa, mięso, sambal, kerupuk (chrupki smażony makaron), sosy i dipy. Jest mocno przyprawiany lokalnymi korzeniami. Nasi goreng jest często spożywany jako danie bankietowe, ma wiele odmian.